# Philipp Kochheim
Philipp Kochheim (* 4. Dezember 1970 in Hamburg) ist ein deutscher Regisseur, Autor und Bühnenbildner.

## Leben
Philipp Kochheim begann mit 7 Jahren, Klavier zu spielen. Als Jugendlicher besuchte er Inszenierungen von Peter Zadek, die sein Interesse am Theater weckten. Er studierte in München Kunstgeschichte, mit den Nebenfächern Neuere Deutsche Literatur und Theaterwissenschaften. In der Spielzeit 1992/93 besuchte er eine Aufführung von Verdis Maskenball und wandte danach seine Aufmerksamkeit verstärkt dem Musiktheater zu. Bei einer Hospitation am Theater Augsburg lernte er John Dew kennen und begleitete ihn gelegentlich als Assistent an die Wiener Staatsoper. 1995 schloss Kochheim das Studium mit dem Magister Artium ab und arbeitete anschließend fünf Jahre lang als Dews Assistent am Theater Dortmund.
Ab 1997 wurde Kochheim durch eigene Inszenierungen und Bühnenbilder bekannt, zunächst während seiner Assistenz in Dortmund, wo er unter anderem Gogols Tagebuch eines Wahnsinnigen inszenierte. 2001 leitete er die Uraufführung von Erkki-Sven Tüürs Holocaust-Oper Wallenberg am Dortmunder Opernhaus. Danach arbeitete er als freier Regisseur an verschiedenen Häusern. So inszenierte er 2003 am Staatstheater Oldenburg (Offenbach: Hoffmanns Erzählungen; Donizetti: L’elisir d’amore; Bizet: Carmen) und am Heidelberger Theater (Mozart: Così fan tutte). Mediale Aufmerksamkeit erregte Kochheims vergeblicher Versuch im darauffolgenden Jahr, das Stück Warten auf Godot an der Landesbühne Niedersachsen Nord mit zwei Frauen zu besetzen. Der S. Fischer Verlag verbot die Aufführung entsprechend der Vorgabe des Autors Samuel Beckett, der nur Männer in den vier Rollen wünschte.
2004 holte Intendant John Dew Kochheim als Oberspielleiter an die Oper am Staatstheater Darmstadt. Sie hatten jedoch künstlerische Differenzen und 2008 verließ Kochheim das Haus wieder. Anschließend arbeitete er unter anderem 2009 am Staatstheater Kassel, 2010 am Theater Gera und seit 2011 am Theater Chemnitz, wo er Otto Nicolais Oper Die Heimkehr des Verbannten zur Aufführung brachte. Seit 2009 inszeniert Kochheim neben klassischen Theaterstücken auch Musicals wie Hair, West Side Story und Evita. Letzteres kam im Februar 2012 am Theater Regensburg zur Aufführung. Von März 2013 bis August 2017 war er als Operndirektor am Staatstheater Braunschweig engagiert und inszenierte hier u. a. Jenő Hubays Anna Karenina,  Astor Piazzollas María de Buenos Aires, Bernard Herrmanns Sturmhöhe sowie das Musical Ragtime.
Seit dem 1. Mai 2017 ist Kochheim Intendant der Den Jyske Opera (Dänische Nationaloper Aarhus).
Am 24. Januar 2018 wurden Vorwürfe des „sexualisierten Machtmissbrauchs“ gegen Kochheim erhoben, der zuvor an der Oper Graz seine Musicalinszenierung Ragtime wiedereinstudiert hatte. Er habe, auch schon als Operndirektor in Braunschweig, mehrere Darstellerinnen über Facebook kontaktiert, sexuell belästigt und dabei seine Position als Regisseur missbraucht.
Zu Kochheims eigenen Stücken zählen C.Q.D. (Uraufführung in Dortmund 1998) und Tschaikowsky (Uraufführung in Wilhelmshaven 2002). Er schrieb auch das Libretto zur Willy-Brandt-Oper Kniefall in Warschau (Musik: Gerhard Rosenfeld), die 1997 unter der Regie von Dew in Dortmund uraufgeführt wurde. Er lebt in Berlin und Aarhus.

## Veröffentlichungen
- Kniefall in Warschau. Parthas-Verlag, Berlin 1998.
- C.Q.D.. Hartmann und Stauffacher, Köln 1998.
- TSCHAIKOWSKY. Hartmann und Stauffacher, Köln 2002.

## Auszeichnungen
- 2003 Dr.-Otto-Kasten-Preis als bester Nachwuchsregisseur.[17]
- 2004 Götz-Friedrich-Preis für seine Heidelberger Inszenierung von Wagners Tannhäuser.[18]
- Seit 2006 ist er Mitglied im Internationalen Theaterinstitut.[19]
- 2013 Rolf-Mares-Preis in der Kategorie Herausragende Inszenierung/Aufführung für die Aufführung von Lauter Verrückte in der Hamburger Kammeroper.[20]